# Lusaka
Lusaka – stolica i największe miasto Zambii. Jest położona w południowo-środkowej części kraju na wysokości 1300 m. Miasto jest centrum handlowym i siedzibą rządu. W mieście znajduje się największy w Zambii uniwersytet.
Lusaka została założona w roku 1905 przez osadników z Europy. W maju 1935 r. zastąpiła Livingstone jako stolica kolonii brytyjskiej Rodezji Północnej. W 1964 roku Lusaka została stolicą niepodległej Zambii.
W chwili uzyskania niepodległości w 1964 roku ludność Lusaki liczyła nieco ponad 100 tys., czyli mniej niż 4% populacji kraju. Do 2011 roku Lusaka była domem dla ponad 1,8 mln ludzi – co stanowiło 10% całej populacji Zambii. Według spisu w 2022 roku Lusaka zamieszkana jest przez ponad 2,2 mln mieszkańców. 
Główne używane w Lusace języki to urzędowy angielski oraz njandża (z grupy języków Bantu).

## Rząd i administracja

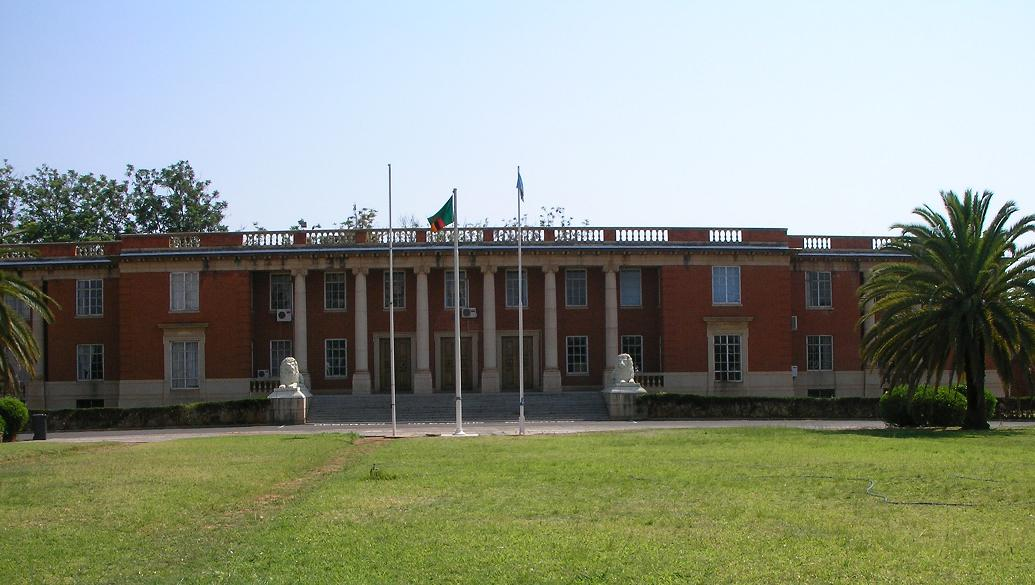
Sąd Najwyższy Zambii

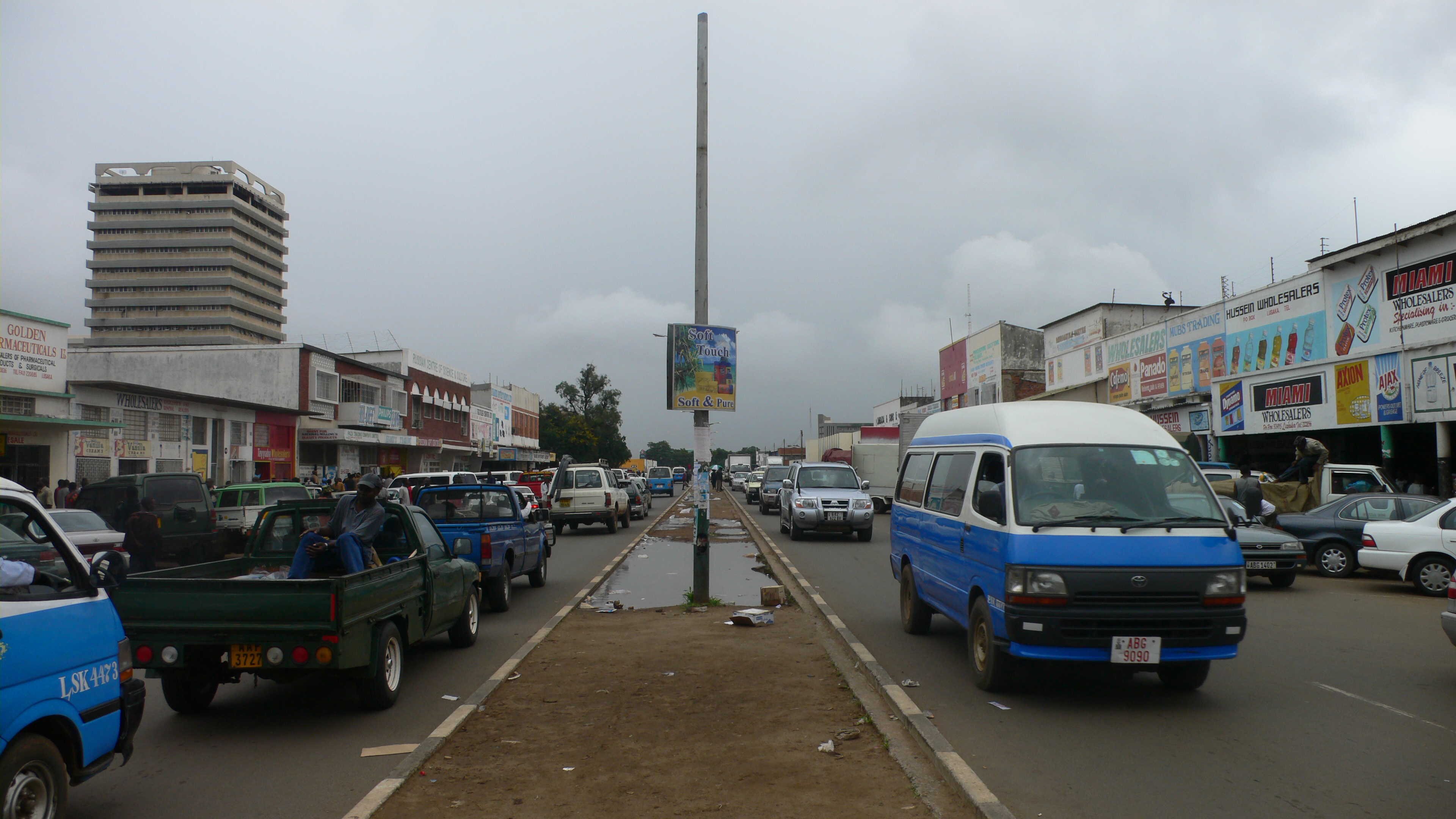
Ulica Lusaki

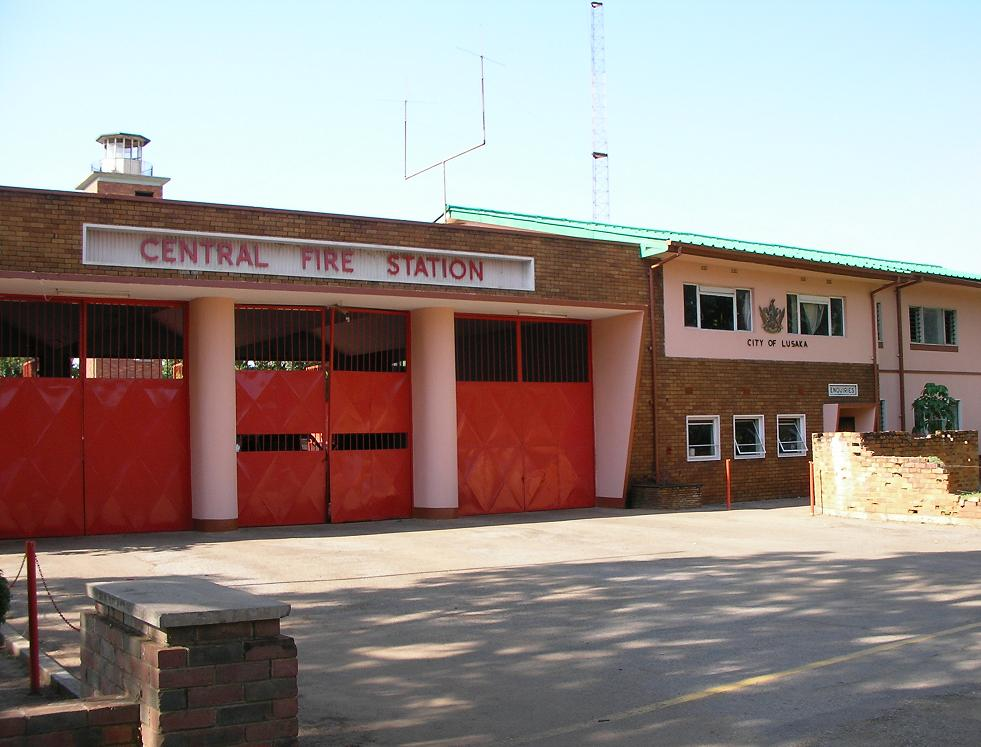
Główna siedziba Straży Pożarnej w Lusace

Jako stolica, Lusaka jest siedzibą rządowej legislatury, zespołów wykonawczych i sądownictwa. W mieście obraduje National Assembly (Zgromadzenie Narodowe, parlament), jest tam siedziba Sądu Najwyższego oraz biuro prezydenckie State House. Wśród budynków parlamentu znajduje się 15-piętrowy wieżowiec. Miasto jest także stolicą prowincji Lusaka, najmniejszej i zarazem najliczniej zamieszkanej spośród dziewięciu prowincji Zambii, i tworzy dystrykt administracyjny zarządzany przez Lusaka City Council (Radę Miejską).
Lista burmistrzów
- F. Payne 1954–55
- H.K. Mitchell 1955–56
- Ralph Rich 1956–57
- H.F. Tunaley 1957–58
- H.K. Mitchell 1958–60
- Jack Fischer 1960–61
- Richard Sampson 1962–63
- S.H. Chilesh 1964–65
- W. Banda 1965–69
- F. Chirwa 1969–1971?
- dr Simon C. Mwewa – do 1982

Lista gubernatorów (decentralizacja – czasy jednopartyjne):
- dr Simon C. Mwewa 1982–1983
- Donald C. Sadoki
- Michael Sata (były prezydent Zambii, od 23 września 2011 do 28 października 2014)
- Rupiah Banda (były prezydent Zambii, od 2 listopada 2008 do 23 września 2011)
- Bautius Kapulu
- Lt. Muyoba – do 1991

Lista burmistrzów (czasy wielopartyjne):
- John Chilambwe 1993–1994
- Fisho Mwale 1994–1996
- Gilbert R. Zimba (Local Government Administrator) 1996–1999
- Patricia Nawa
- Patrick Kangwa
- John Kabungo
- Levy Mkandawire
- Stephen Mposha
- Christine Nakazwe
- Stephen Chilatu
- Robert Chikwelete czerwiec 2009–do chwili obecnej

## Historia
Lusaka powstała na miejscu wsi, nazwanej od jej przywódcy, Lusakaa. Wieś mieściła się w dzielnicy Manda Hill, w pobliżu obecnego budynku parlamentu. W języku nyanja manda oznacza cmentarz. Rejon został zasiedlony i poszerzony przez europejskich (głównie brytyjskich) osadników począwszy od roku 1905, kiedy to zaczęto budowę linii kolejowej.
W 1935, z powodu centralnego położenia, a także dostępu do kolei i skrzyżowania głównych dróg w kraju, miasto zastąpiło Livingstone jako stolica kolonii brytyjskiej Rodezji Północnej.
Po zjednoczeniu Północnej i Południowej Rodezji i Niasy w 1953 i utworzeniu Federacji Rodezji i Niasy, miasto stało się centrum ruchu niepodległościowego dla nielicznej wykształconej elity, doprowadzając do stworzenia Republiki Zambii. W 1964 Lusaka została stolicą niepodległej Zambii.
Ostatnimi laty Lusaka jest częstym celem zarówno Zambijczyków, jak i turystów. Jej centralne położenie i szybki rozwój infrastruktury wpływają na zwiększenie miejsc pracy oraz lepsze możliwości lokalowe, a poprzez reformy ekonomiczne Lusaka i cała Zambia mają znaczne perspektywy rozwoju. W Lusace mieszka wielu obcokrajowców, z których wielu zajmuje się pomocą charytatywną Zambii, a także dyplomatów, przedstawicieli organizacji religijnych i biznesmenów.

## Edukacja
Najwyższą szkołą w Zambii jest założony w 1966 Uniwersytet Zambijski w Lusace, nastawiony na głównie kierunki humanistyczne (edukacja, socjologia, rolnictwo, nauka, inżynieria, prawo, medycyna, biologia), oraz założony w 1999 prywatny University of Lusaka o kierunkach przede wszystkim związanych z biznesem (prawo, zarządzanie, ekonomia, stosunki polityczne, edukacja). Jest też szpital uniwersytecki (University Teaching Hospital).
Inne dobre szkoły w mieście to Rhodes Park School, do której uczęszczają dzieci prezydenta Levy Mwanawasa i wiceprezydenta George Kunda, International School of Lusaka, Lusaka International Community School, Lusaka Islamic Cultural and Educational Foundation (LICEF; Islamska Fundacja Kulturalna i Edukacyjna), Baobab College, oraz szkoły międzynarodowe: francuska, włoska, chińska i amerykańska. Rhodes Park School nie jest oficjalnie szkołą międzynarodową, jednak wielu uczniów pochodzi z Angoli, Nigerii, Kongo, RPA i Chin.

## Atrakcje turystyczne
W Lusace znajduje się Muzeum Narodowe, Muzeum Polityczne, Zintu Community Museum (Muzeum Społeczności Zintu), Statua Wolności, Zambian National Assembly (Zambijskie Zgromadzenie Narodowe, parlament), Agricultural Society Showgrounds (tereny wystawowe Związku Rolniczego, znane z dorocznej imprezy rolniczej), Moore Pottery Factory, Lusaka Playhouse (teatr), kino, Cathedral of the Holy Cross (Katedra św. Krzyża), cenotaf, klub golfowy, Lusaka Central Sports Club, zoo i ogrody botaniczne w Munda Wanga Environmental Park.
W mieście znajduje się też Uniwersytet Zambijski i Uniwersytet Lusacki. Wzdłuż Great East Road są dwa najdłuższe w Zambii hipermarkety: Arcades (Arkady; ze sklepami na powietrzu) oraz Manda Hill (sklepy w budynku), które były niedawno odświeżone, z placówkami takich sieci międzynarodowych jak Shoprite, Game i Woolworths, nowym kinem i pierwszą w kraju restauracją KFC.

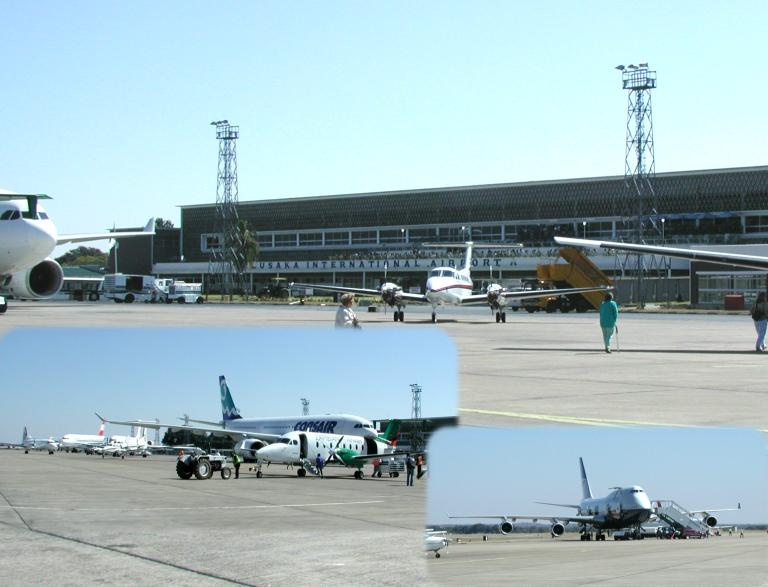
Port lotniczy Lusaka

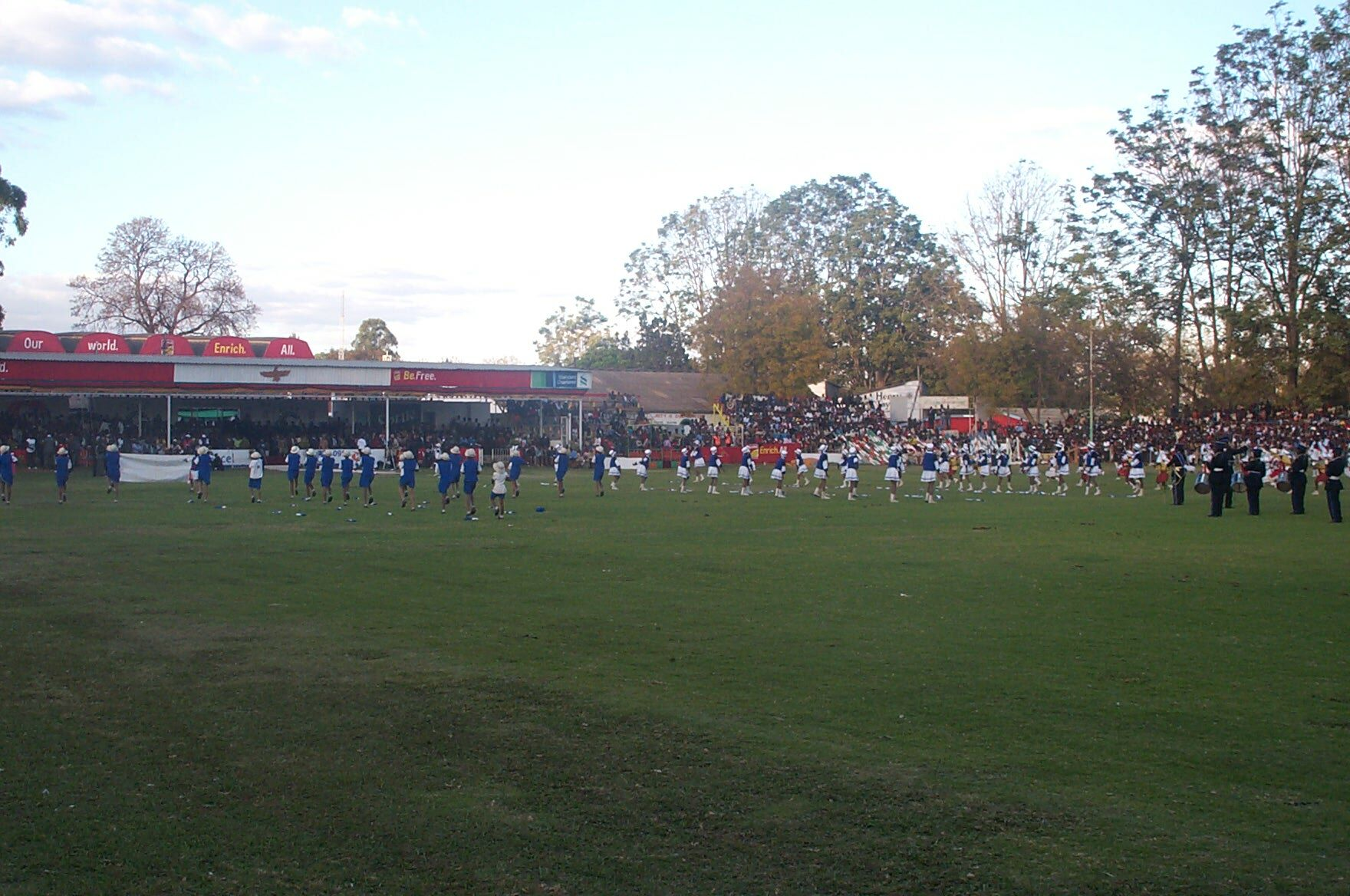
Agricultural Society Show

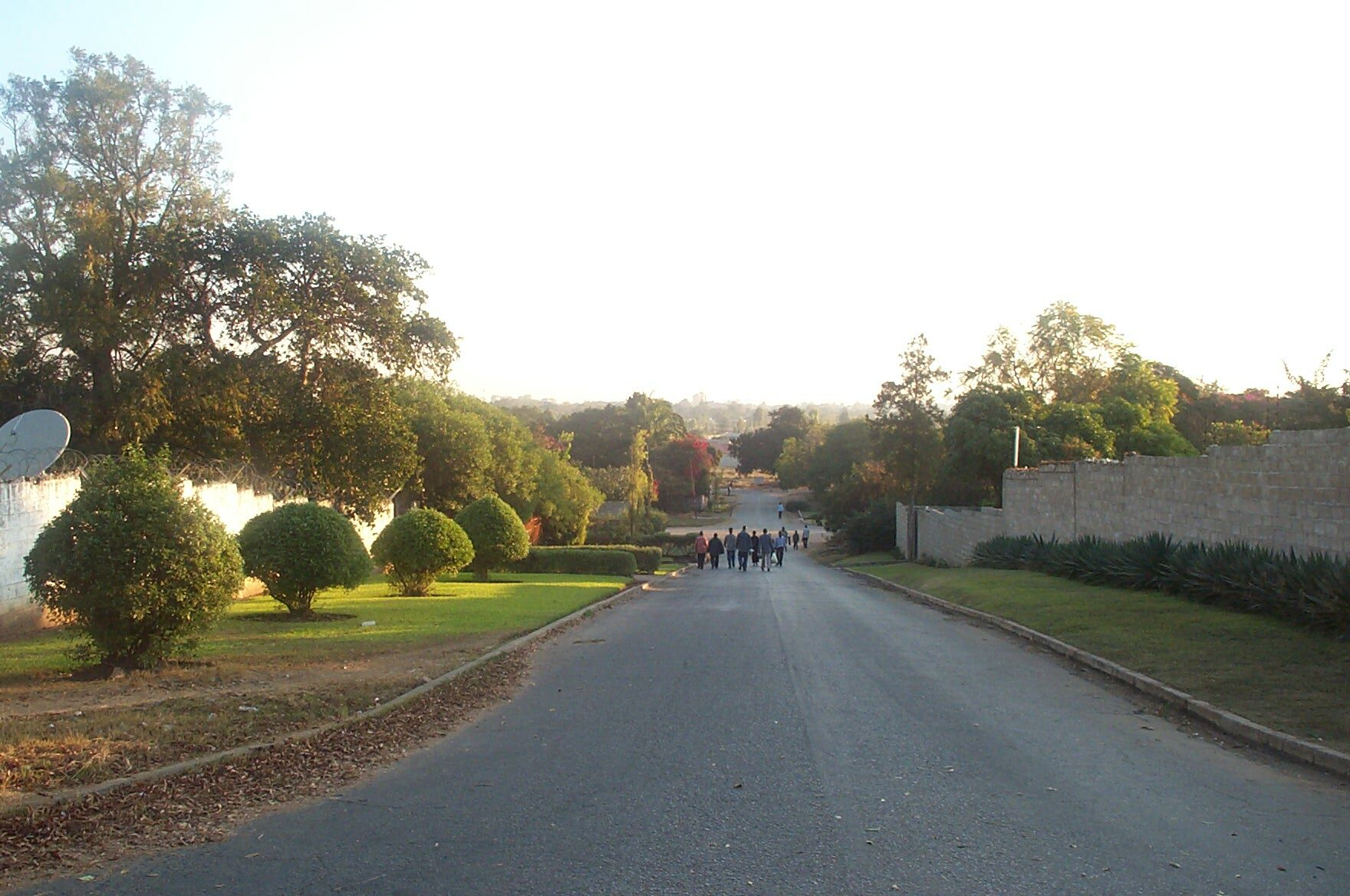
Przedmieścia Lusaki

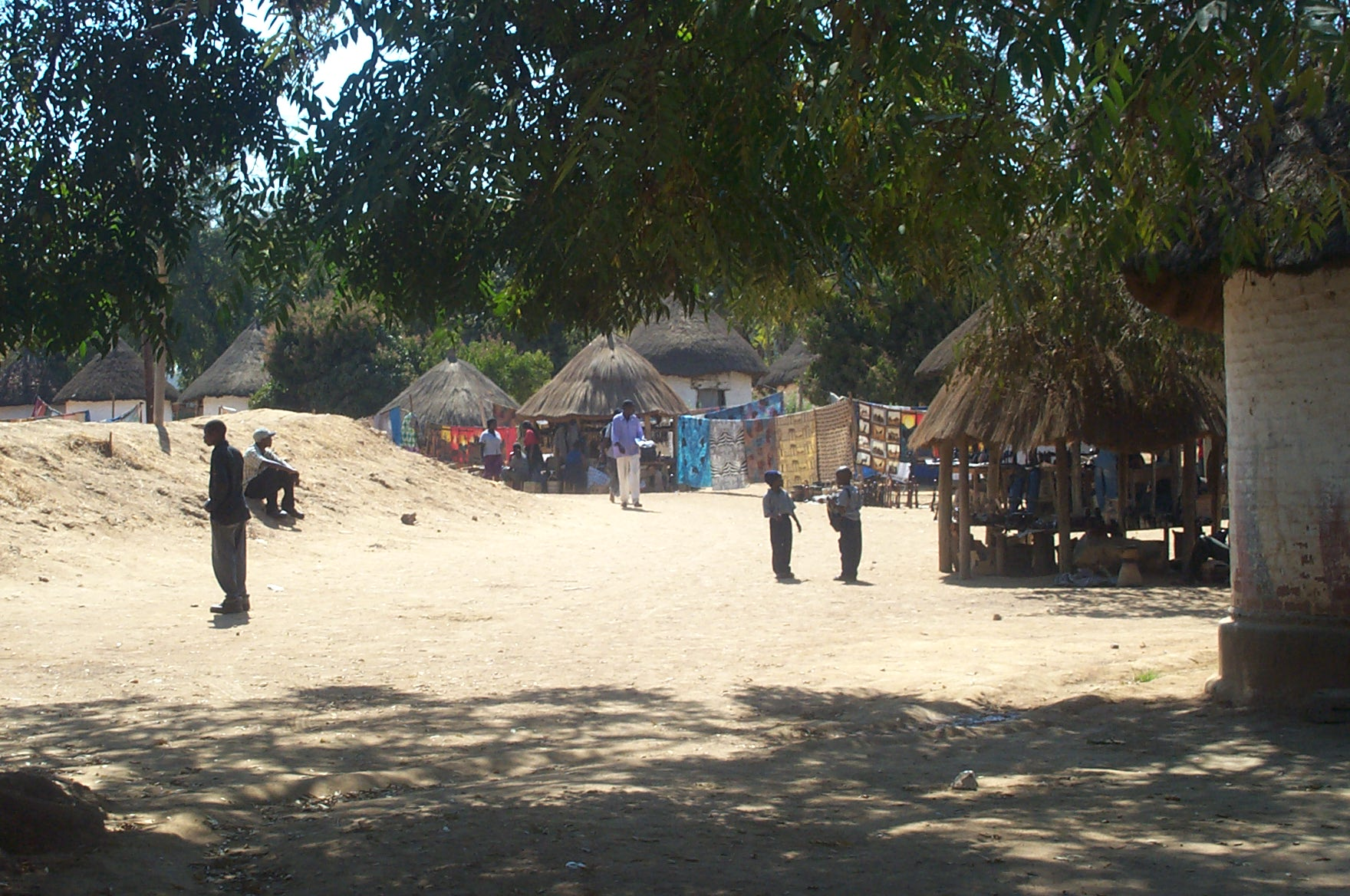
Kabwata Cultural Village

W centrum miasta znajduje się znaczny odcinek drogi Cairo Road, wokół której ciągnie się bazar New City Market i Kamwala Market, główne miejsca handlowe; tam też znajduje się Zintu Community Museum. Dalej na wschód znajduje się dzielnica rządowa ze State House i ministerstwami wokół Cathedral Hill i Ridgeway. Według byłego burmistrza Richarda Sampsona, Cairo Road została nazwana na cześć lokalnego farmera, Alberta Dunbara, około roku 1923.
Przy Cairo Road znajdują się ważne instytucje, często w wieżowcach: Findeco House (25 pięter), budynek Banku Centralnego, Indeco House (19 pięter), Zambia National Building Society Headquarters (20 pięter), główne biuro Old Zambia Lotto, Zambia National Commercial Bank (21 pięter), główne biuro Barclays Bank Zambia, Stanbic Bank Zambia Headquarters, Investrust Bank (18 pięter).

## Transport

### Samoloty i kolej
Miasto obsługuje port międzynarodowy lotniczy Kenneth Kaunda International Airport (dawniej Lusaka International Airport) oraz linia kolejowa z Livingstone do Kitwe.
Port lotniczy był siedzibą narodowego przewoźnika Zambian Airways (zawiesił działalność 12 stycznia 2009) oraz od 2008 linii lotniczych Zambezi Airlines, oferujących połączenia do Johannesburga, Ndola i Dar-es-Salaam. 31 października 2011 rząd cofnął certyfikat operatora dla linii Zambezi Airlines z powodu licznych problemów z bezpieczeństwem. Z dniem 1 listopada 2011 linia zawiesiła działalność „do odwołania” (till further notice). Ostatni funkcjonujący zambijski przewoźnik mający bazę w tym porcie lotniczym to Proflight Zambia (zał. 1997).
Lotnisko służy zarówno celom publicznym, jak i militarnym. Bliżej centrum miasta jest też starsze lotnisko, używane obecnie tylko przez prezydenta.

### Autobusy
Z Lusaki prowadzą cztery główne drogi: na północ Great North Road, na południe Livingstone Road, na wschód Great East Road i na zachód Great West Road. Autobusy do okolicznych miast, jak Siavonga i Chirundu, odjeżdżają z Lusaka City Market Bus, terminalu intercity, oraz dworca miejskiego Kulima Towers Station.

## Miasta partnerskie
- Duszanbe (Tadżykistan), od 1966
- Los Angeles (Stany Zjednoczone), od 1968

## Znani mieszkańcy
Gracze w rugby Corné Krige i George Gregan, którzy przewodzili odpowiednio drużynom Reprezentacji Republiki Południowej Afryki oraz Australii w rugby union mężczyzn w Pucharze Trzech Narodów 2002 i 2003, urodzili się w tym samym szpitalu w Lusace. Rodzice Krige’a mieszkają nadal w Zambii.
Amy Holmes (ur. 1973 w Lusace) jest prezenterką wiadomości w telewizji kablowej GBTV Glenna Becka od sierpnia 2011. Wcześniej współpracowała z CNN i występowała w Fox News. W 1994 uzyskała stopień licencjacki (BA) z ekonomii na Uniwersytecie w Princeton.

## Przedmieścia

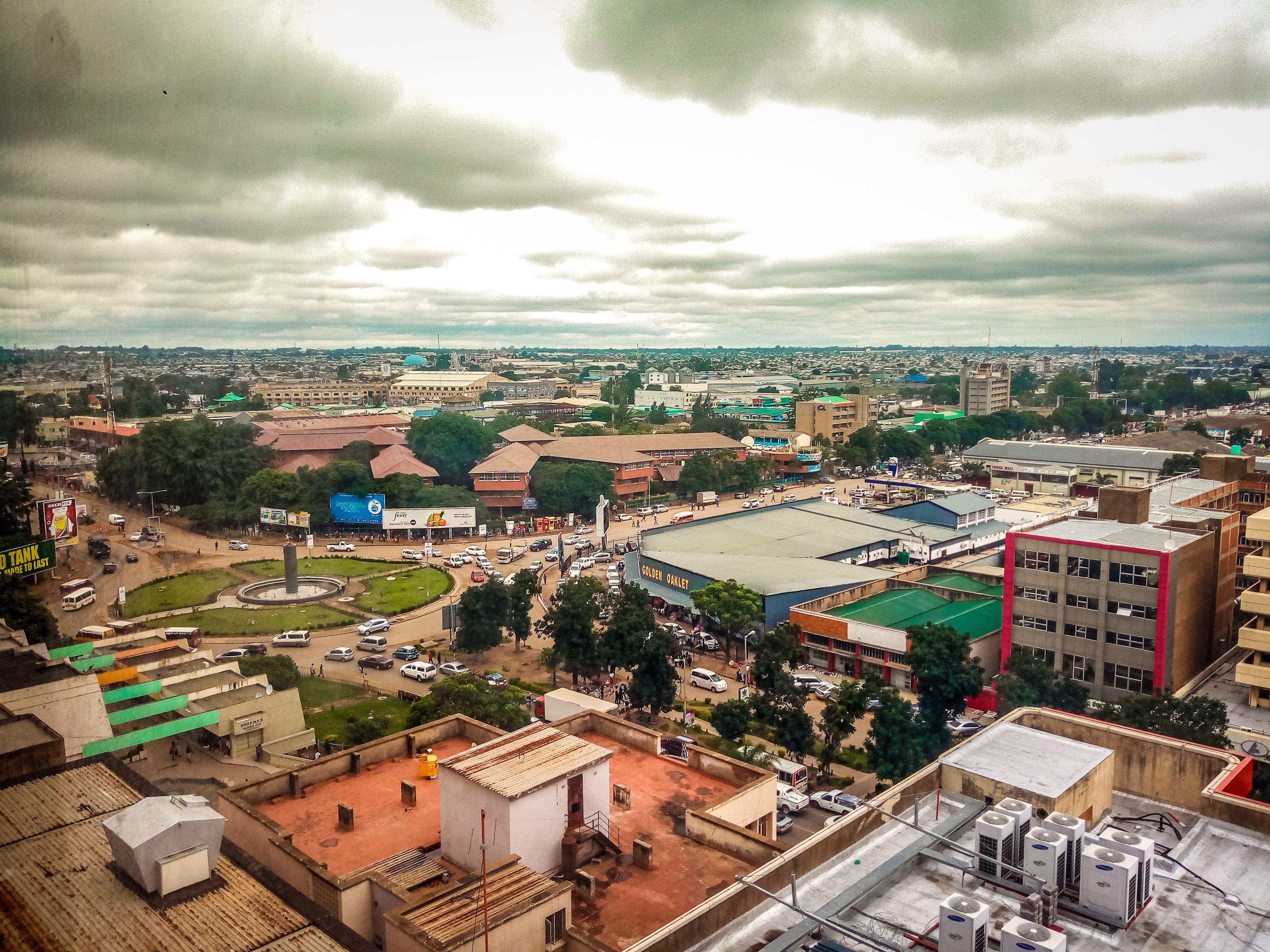
Panorama miasta

Przedmieścia Lusaki to: Handsworth Park, Sunningdale, Kabulonga, Woodlands, Jesmondine, Acacia, Northmead, Olympia Park, Roma, Kalundu, Chelston, Avondale, Rhodes Park, Prospect Hill, Longacres, Fairview, Chainama Hills, State Lodge, Makeni, Emmasdale, Leopards Hill, New Kasama, Chalala, Ibex Hill, Mass Media, Libala, Marshlands, Manda Hill, Chainda, Chudleigh, Kamwala South, Kamwala, Mwembeshi, Barlastone, Foxdale, Madras, NIPA, Mapepe, Lilayi, PHI, Nyumba Yanga, Olympia Extension, Chilenje, Thorn Park, Twinpalm, Villa Elizabetha.
Inne zamieszkałe miejsca to Kabwata (rejon klasy robotniczej, siedziba Kabwata Cultural Centre), Misisi, Madras, Ziwa Zakho, Shang’ombo, Kwa Shadreck, Matero, Mtendendere, Chaisa, Chawama, John Laing, Kalingalinga, Kwa George, Chipata Compound, Ng’ombe, Lilanda, Mandevu, Garden Compound, Bauleni, Helen Kaunda, Kaunda Square (etap pierwszy i drugi), oraz Chilanga.

## Klimat
Ze względu na wysokie położenie 1300 m n.p.m., Lusaka znajduje się w klimacie wilgotnym subtropikalnym. Lato w Lusace jest ciepłe, ale nie gorące, a „zima” łagodna. W najchłodniejszym miesiącu, lipcu, średnia temperatura wynosi 16 °C, a w najcieplejszym, październiku, ok. 25 °C.
Pora sucha w Lusace trwa od kwietnia do października, po czym następuje pora wilgotna.